# Михришах валиде султан
Михришах валиде султан (на турски: Mihrişah Valide Sultan) е майка и валиде султан на османския султан Селим III. Михришах е родена около 1745 г. По произход е грузинка, дъщеря на грузински православен свещеник.. Заради красотата си тя често е наричана и Гюрджу Гюзели (на турски: Gürcü Güzeli, грузинската красавица). През 1760 г. става наложница на султан Мустафа III. В харема получава името Михришах, което означава Слънцето на шаха. На следващата година ражда първия му син – султан Селим III. Когато синът ѝ се възкачва на престола през 1789 г., тя става негова валиде султан. Фактически Михришах управлява самостоятелно като регент на сина си от 1789 до 1805 г. Михришах е описвана като пламенен поддръжник на реформите, провеждани от сина ѝ. Особено активност проявява при реформирането на военните училища и дипломатическия корпус. През последното десетилетие на 18 в. тя подпомага строежа на множество училища и джамии. Основателка е на имарет и на религиозния комплекс Михришах валиде султан.
Умира на 16 октомври 1805 година в Истанбул.